# Material fotosensible
Se entiende por material fotosensible (en fotografía química) a aquel soporte que contiene una capa o un conjunto de capas sensible a la luz que reaccionan al contacto con la luz formando una imagen latente.
En esta categoría se encuentran por un lado las películas que están formadas por un soporte plástico transparente recubierto por una de sus caras con la emulsión fotosensible y por otro lado están los papeles, en los que el soporte es una hoja de papel más o menos grueso.
La fotosensibilidad puede adquirirse en diferentes compuestos químicos y elementos como es el selenio ,dióxido de silicio y semiconductores en general 
la fotosensibilidad es usada en diferentes ámbitos desde los sensores de cámaras tipos como hasta la nanotecnología. Dando otro ejemplo son los paneles fotovoltaicos que obtienen un valor energético por la radiación adquirida y por la frecuencia  de esta. 